# Parc Natural de les Dunes de Corrubedo i llacunes de Carregal i Vixán
El Parc Natural de les Dunes de Corrubedo i llacunes de Carregal i Vixán és un parc natural situat al vèrtex occidental de la península d'O Barbanza, a Galícia. Es troba entre les ries d'Arousa i Muros i Noia, al municipi corunyès de Ribeira.
Té una superfície de 996,25 ha i comprèn les dunes i la platja de Corrubedo, a més de les llacunes de Vixán i Carregal. A més de parc natural, les dunes són també zona Ramsar (zona humida d'importància internacional) i estan proposades per a la Xarxa Natura 2000 juntament amb l'illa de Sálvora i zones marítimes contigües, amb un total de 9.264,64 ha.